# 749.
◄ | 7. stoljeće | 8. stoljeće | 9. stoljeće | ►
◄ | 710-ih | 720-ih | 730-ih | 740-ih | 750-ih | 760-ih | 770-ih | ►
◄◄ | ◄ | 746. | 747. | 748. | 749. | 750. | 751. | 752. | ► | ►►
Astronomija • Književnost • Kršćanstvo • Pravo • Promet

## Smrti
- 4. prosinca – Ivan Damaščanski, sirijski svetac (* oko 676.)

## Vanjske poveznice
|  | Zajednički poslužitelj ima još gradiva o temi 749. |